# Jungle (muziek)
Jungle is een muziekstijl, die onder de dance geclassificeerd kan worden. Het is direct gerelateerd aan drum and bass en komt net als dat genre voort uit de breakbeat.
Jungle ontstond begin jaren 1990 uit de Engelse rave scene. Alhoewel de Engelse ravescene op dat moment reeds zeer gediversifieerd was, bestaand uit breakbeat, hardcore, new beat, Rave en Hi-NRG, werd ze vaak gekenmerkt door zeer snelle breakbeats. Bovendien nam de MC op veel raves een haast even prominente plaats in als de dj. Toen de ravescene in de clubs uit elkaar viel in eigen genre-avonden ontstond de substijl die 'jungle' werd genoemd. Na deze splitsing werd een sample van het nummer Amen, Brother van The Winstons, de zogenaamde Amen break het kenmerk van jungle.
Als de muziekstijl midden jaren 90 populairder wordt, gaat men meer verfijnde geluidscollages maken. Volgens sommigen verliest het genre daardoor zijn oorsprong en primitieve kracht. Het is hier dat men een onderscheid begint te maken tussen de agressievere, ruwere jungle en de cleanere, blanke drum and bass. Het gaat volgens velen echter eerder om een nuanceverschil dan om aparte stijlen. Blijvend feit is dat jungle meer dan de meeste andere stijlen samensmelt met aangrenzende stijlen. Uit reggae, ragga en jungle bijvoorbeeld kwam ragga jungle.
Voor de oorsprong van de naam jungle wordt vaak verwezen naar de urban jungle (stadsjungle) waar de muziek uit voortkomt. De stijl wordt bovendien gekenmerkt door hectische ritmes, vergelijkbaar met de sfeer van een drukke binnenstad.